# André Hunebelle
 (juin 2023).
 (octobre 2024).
André Hunebelle, né le 1er septembre 1896 à Meudon, Seine-et-Oise, et mort le 27 novembre 1985 à Nice, Alpes-Maritimes, est un réalisateur, scénariste, producteur et maître verrier français.

## Biographie

### Jeunesse & enfance
Fils d'Édouard Benjamin Joseph Hunebelle, ingénieur, chevalier de la Légion d'Honneur et de Marie Thérèse Garambois, André Henri Hunebelle naît le 1er septembre 1896 au 15 rue des Potagers à Meudon.
Sa famille paternelle, issue de corroyeurs d'Aire-sur-la-Lys, devient très puissante dans la seconde partie du XIXe siècle en se lançant dans la construction de chemins de fer puis dans la politique (mairies de Clamart et de Deauville) et dans les affaires. Ses tantes Gabrielle et Blanche épousent respectivement les hommes d'État Georges Cochery et Georges Pallain et sa cousine Louise, le docteur Fernand Lamaze. Ingénieur, son père devient propriétaire agricole et maire en Algérie où André se marie une première fois en 1919.
Même si son père avait déjà été intéressé par ce domaine, comme en témoigne le dépôt d'un brevet d'appareil de projection en 1896, André Hunebelle a commencé tardivement sa carrière cinématographique. Après avoir préparé l'École polytechnique, comme l'avait fait son père, il s'engage dans l'armée en 1915 par devancement d'appel alors qu'il est en seconde année de Math Spé.
Cet enrôlement anticipé lui permet de choisir son arme d'incorporation. Il rejoint ainsi l'artillerie en avril 1915. Versé dans l'artillerie lourde en septembre 1915, il est nommé brigadier puis maréchal des logis. Dirigé sur Fontainebleau pour suivre les cours de perfectionnement de l'artillerie à pied en février 1917, André Hunebelle est promu sous-lieutenant à l'issue de cette formation en mai suivant. Il est décoré de la Croix de guerre en juillet 1918. Promu lieutenant de réserve en mai 1919, il est rendu à la vie civile en septembre et fixe alors son domicile à Staoueli (Algérie).

### Vie privée
André Hunebelle épouse en premières noces à Staouéli le 28 mars 1919 Lucie Mireille Faure (1899-1972) qui lui donne deux enfants. 
Le 3 septembre 1936 à Alger, il convole avec Yvonne Aziza Chamberlain. Ils divorcent en 1958. Le 11 juillet 1972, il se remarie avec Yvonne Aziza Chamberlain à Meudon,.

### Verrerie
En 1925, André Hunebelle obtient un poste de responsabilité dans une verrerie semi-industrielle en difficulté. Embrassant tous les aspects de ce métier, il se fait créateur pour relancer l'affaire. Ses premières œuvres (principalement vases, de la lustrerie, des cendriers) sont encore empreintes du style Art nouveau floral et foisonnant. Elles s'épurent et en se « géométrisant » tout en respectant les proportions des créations de la nature et s'inscrivent dans la transition vers l'Art déco. Entre 1927 et 1931, il édite ses verreries de table qu'il diffuse en ouvrant un magasin sur l'avenue des Champs-Élysées à Paris.
En mai 1929, il s'installe à Paris. L'année suivante, il est successivement décoré de la Légion d'honneur en qualité de directeur général de société et promu capitaine de réserve. Mobilisé en août 1939, Hunebelle est radié des cadres et admis à l'honorariat de son grade en 1951.

### Cinéma
L'activité de maître verrier de Hunebelle cesse en 1938 et sa reconversion dans l'industrie du cinéma a lieu en 1941 lorsqu'il devient producteur (puis réalisateur) de films, sous le label PAC (Production Artistique et Cinématographique) dont le siège se situait au 26 rue Marbeuf, dans le 8e arrondissement à Paris.
Il fait débuter Michel Audiard dans la carrière de scénariste et dialoguiste avec le film Mission à Tanger, dans lequel Audiard affiche d'emblée son sens très particulier de la répartie.
Au cours de sa carrière, il travaille fréquemment avec certains acteurs et cascadeurs, parmi lesquels Claude Carliez, François Nadal, Gil Delamare ou encore Guy Delorme.
Après avoir réalisé de nombreuses comédies comme Les Trois Mousquetaires, Monsieur Taxi, Ma femme est formidable, Taxi, Roulotte et Corrida, il délaisse ce genre et approfondit le film de cape et d'épée (après Les Trois Mousquetaires) avec Cadet Rousselle en 1954 puis Le Bossu en 1959.
Considéré comme celui qui tire Louis de Funès de l'anonymat en lui donnant le rôle principal dans le film Taxi, Roulotte et Corrida, il le dirige plusieurs fois dans sa carrière, entre autres avec Jean Marais, avec Mylène Demongeot et avec Jacques Dynam, dans sa trilogie de Fantomas, sortie au milieu des années 1960.
Après Fantomas, le film Sous le signe de Monte-Cristo, une adaptation moderne, marque de nouveau un mélange de genres entre ses films de cape et d'épée et ses comédies d'aventure, marqué par les trois axes suivants : Paul Barge en héros comparable à Marais, jeunes vedettes comme Claude Jade ou Anny Duperey en héroïne, et un casting de vétérans comme Pierre Brasseur, Michel Auclair et Raymond Pellegrin (par ailleurs voix de ses Fantomas, bien qu'incarnés par ailleurs par Marais, sous la « cagoule » du personnage).
La plupart des dialogues des films de Hunebelle sont signés par Jean Halain, son fils, qui devint par la suite un scénariste de Louis de Funès. Sa fille Anne-Marie, qui fut un temps actrice, épouse Jean Marion, compositeur de plusieurs des musiques des films d'André.
André Hunebelle est l'un des réalisateurs français ayant connu le plus de succès.
Il est promu officier de la Légion d'honneur en 1953.

### Mort
Il meurt à Nice le 27 novembre 1985 à l'âge de 89 ans, et il est incinéré.

## Filmographie

### Réalisateur

#### Années 1940
- 1948 : Métier de fous
- 1949 : Millionnaires d'un jour
- 1949 : Mission à Tanger

#### Années 1950
- 1950 : Méfiez-vous des blondes
- 1951 : Ma femme est formidable
- 1952 : Massacre en dentelles
- 1952 : Monsieur Taxi
- 1953 : Les Trois Mousquetaires
- 1953 : Mon mari est merveilleux
- 1954 : Cadet Rousselle
- 1955 : Treize à table
- 1955 : L'Impossible Monsieur Pipelet
- 1956 : Mannequins de Paris
- 1957 : Casino de Paris
- 1957 : Les Collégiennes
- 1958 : Les femmes sont marrantes
- 1958 : Taxi, Roulotte et Corrida
- 1959 : Le Bossu
- 1959 : Arrêtez le massacre

#### Années 1960
- 1960 : Le Capitan
- 1961 : Le Miracle des loups
- 1962 : Les Mystères de Paris
- 1963 : OSS 117 se déchaîne
- 1963 : Méfiez-vous, mesdames
- 1964 : Banco à Bangkok pour OSS 117
- 1964 : Fantomas
- 1965 : Furia à Bahia pour OSS 117
- 1965 : Fantomas se déchaîne
- 1967 : Fantomas contre Scotland Yard
- 1968 : Pas de roses pour OSS 117
- 1968 : Sous le signe de Monte-Cristo

#### Années 1970
- 1973 : Joseph Balsamo
- 1974 : Les Quatre Charlots mousquetaires
- 1974 : Les Charlots en folie : À nous quatre Cardinal !
- 1978 : Ça fait tilt

### Scénariste
- 1958 : Taxi, Roulotte et Corrida
- 1959 : Le Bossu
- 1960 : Le Capitan
- 1963 : OSS 117 se déchaîne
- 1964 : Banco à Bangkok pour OSS 117
- 1965 : Furia à Bahia pour OSS 117

### Producteur
- 1947 : Rendez-vous à Paris
- 1949 : Millionnaires d'un jour
- 1951 : Ma femme est formidable
- 1952 : Monsieur Taxi
- 1953 : Les Trois Mousquetaires
- 1966 : Estouffade à la Caraïbe réalisé par Jacques Besnard
- 1967 : Atout cœur à Tokyo pour OSS 117 réalisé par Michel Boisrond
- 1967 : Le Vieil Homme et l'Enfant réalisé par Claude Berri
- 1968 : Pas de roses pour OSS 117 réalisé par Jean-Pierre Desagnat

## Box-office
| Film                                             | Année | Box-office en France |
| ------------------------------------------------ | ----- | -------------------- |
| Le Bossu                                         | 1959  | 5 826 584 entrées    |
| Les Trois Mousquetaires                          | 1953  | 5 354 739 entrées    |
| Le Capitan                                       | 1960  | 5 177 612 entrées    |
| Fantomas                                         | 1964  | 4 492 419 entrées    |
| Fantomas se déchaîne                             | 1965  | 4 212 446 entrées    |
| Cadet Rousselle                                  | 1954  | 3 995 795 entrées    |
| Le Miracle des loups                             | 1961  | 3 784 157 entrées    |
| Fantomas contre Scotland Yard                    | 1967  | 3 557 971 entrées    |
| Casino de Paris                                  | 1957  | 2 985 263 entrées    |
| Banco à Bangkok pour OSS 117                     | 1964  | 2 934 442 entrées    |
| Les Mystères de Paris                            | 1962  | 2 759 906 entrées    |
| Furia à Bahia pour OSS 117                       | 1965  | 2 686 432 entrées    |
| Ma femme est formidable                          | 1951  | 2 632 597 entrées    |
| L'Impossible Monsieur Pipelet                    | 1955  | 2 591 219 entrées    |
| Taxi, Roulotte et Corrida                        | 1958  | 2 542 671 entrées    |
| Méfiez-vous des blondes                          | 1950  | 2 525 659 entrées    |
| OSS 117 se déchaîne                              | 1963  | 2 329 798 entrées    |
| Mission à Tanger                                 | 1949  | 2 279 374 entrées    |
| Millionnaires d'un jour                          | 1949  | 2 197 454 entrées    |
| Les Quatre Charlots mousquetaires                | 1974  | 2 190 139 entrées    |
| Monsieur Taxi                                    | 1952  | 1 929 310 entrées    |
| Massacre en dentelles                            | 1952  | 1 879 788 entrées    |
| Métier de fous                                   | 1948  | 1 633 299 entrées    |
| Mon mari est merveilleux                         | 1953  | 1 605 796 entrées    |
| Treize à table                                   | 1955  | 1 569 170 entrées    |
| Mannequins de Paris                              | 1956  | 1 392 776 entrées    |
| Les Charlots en folie : À nous quatre Cardinal ! | 1974  | 1 386 200 entrées    |
| Les Collégiennes                                 | 1956  | 1 352 658 entrées    |
| Pas de roses pour OSS 117                        | 1968  | 1 226 223 entrées    |
| Méfiez-vous, mesdames                            | 1963  | 1 189 937 entrées    |
| Arrêtez le massacre                              | 1959  | 1 076 284 entrées    |
| Les femmes sont marrantes                        | 1957  | 994 522 entrées      |
| Total                                            | -     | 84 292 640 entrées   |

## Famille
- Benjamin Joseph Hunebelle, ouvrier corroyeur, marié à Marie Joseph Ponsardin,
  - Pierre Alphonse dit Jules Hunebelle (Aire-sur-la-Lys, 1818-Clamart, 1900), marié en premières noces en 1959 à Emma Louise Defailly (1828-1895), en seconces noces en 1897 à Marie Pauline Jung (1860-1942), ingénieur et entrepreneur, officier de la Légion d'honneur, maire de Clamart de 1856 à 1900,
  - Charles Benoît Hunebelle (Aire-sur-la-Lys, 1821- 1832)
  - Adolphe Édouard Hunebelle (Aire-sur-la-Lys, 1825-Paris, 1902), marié en 1856 à Hortense Francine Lambert (1826-1888), officier de la Légion d'honneur, constructeur de chemin de fer, entrepreneur de travaux publics, banquier, adjoint au maire de Versailles, maire de Deauville entre 1885 et 1900, ils sont inhumés au cimetière de Montmartre, 22e division,
    - Blanche Hunebelle (1851-1926), mariée à Versailles en 1872 à Georges Pallain (1847-1923), directeur général des douanes, gouverneur de la Banque de France en 1897, inhumée au cimetière de Montmartre 22e division,
      - André Georges Pallain (1875-1939)[8], marié en 1905 à Bar-le-Duc (Meuse) avec Marguerite Amélie Anne Varin-Bernier (1880-1933), fille de Jean Rémy Paul Varin-Bernier (1847-1916), banquier, président de l’union syndicale des banquiers des départements, fabricant de papier, président de la Chambre de commerce de Bar-le-Duc, conseiller général de la Meuse,
        - Jean Louis Marie René Pallain (1906-1991)

      - Jacques Édouard Noël Pallain (1879-1919), administrateur de la Banque nationale de crédit, capitaine d'artillerie, inhumé au cimetière de Montmartre 22e division,

    - Édouard Benjamin Joseph Hunebelle (Le Mans, 1854-Aix-en-Provence, 1930), polytechnicien en 1872-1874, officier de la Légion d'honneur, marié à Paris en 1878 à Marie Thérèse Garambois (1859-1908), inhumée au cimetière de Montmartre 22e division, propriétaire, agriculteur et viticulteur depuis 1880, maire de Staoueli à la création de la commune en 1887, conseiller général d'Alger,
      - Cyprien Édouard Marcel Hunebelle (1879- ), viticulteur en Algérie puis hôtelier à Paris, marié à Sidi-Ferruch en 1902 à Berthe Eugénie Paris,
      - Jean René Hunebelle (1882-1915), il est inhumé au cimetière de Montmartre, 22e division
      - André Hunebelle (1896-1985), maître verrier puis et réalisateur de cinéma, marié à Sidi-Ferruch en 1919 à Lucie Mireille Faure,
        - Jean Marie Hunebelle (1920-2000),
        - Anne Marie Hunebelle (1924-2009), mariée à Jean Marion (1912-1967), compositeur de musique de film et chef d'orchestre.

    - Gabrielle Hortense Marie Hunebelle (Boulogne-Billancourt, 1858-Paris, 1890), mariée à Paris en 1879 à Georges Charles Paul Cochery (1855-1914), polytechnicien, homme politique, fils de Louis Adolphe Cochery (1819-1900), inhumé au cimetière de Montmartre 22e division,
      - Blanche Cochery (1881-1959), mariée en 1902 à René Fabry (1872-1947), président de La Société des glacières de Paris, Administrateur du Crédit foncier de France,
      - Jean Cochery (1889-1951), ingénieur des mines, marié à Alice Bamberger (1882-1960),

    - Jules Charles Alfred Hunebelle (Châlons-en-Champagne, 1860- Paris 16ème 1929), ingénieur civil, chevalier de la Légion d'honneur, marié en 1896 à Antonina Piquemal (1871-1954),
    - Charles Paul Hunebelle (1863-1888), sous-lieutenant de dragons, inhumé au cimetière de Montmartre 22e division,

  - Alfred Louis Clément Hunebelle (1831-1913), ingénieur civil, chevalier de la Légion d'honneur, marié à Agathe Alexandrine Lemaire,
    - Victor Hunebelle (1859-1913), ingénieur civil, marié en 1887 à l'île Maurice avec Marie Barbe Gabrielle Bordas,
      - Louise Marie Hunebelle (1886-1975), mariée avec Fernand François Eugène Lamaze, docteur en médecine,
      - Jeanne Hunebelle (1886-1969), mariée à Pierre Caron (1875-1952),
      - Pierre Marie Joseph Hunebelle (1889-1950), ingénieur chimiste, marié à Madeleine Lesage (1892- )
        - Monique Hunebelle (1916-1983), mariée à Geoffroy Frotier de Bagneux (1909-1973), Compagnon de la Libération,

    - Louis Hunebelle (1866-1928),
    - Marie Josèphe Hunebelle (1870-1953), mariée avec Louis Duchateau puis avec Maurice Bonhomme